# Bekond
Bekond est une municipalité du Verbandsgemeinde Schweich an der Römischen Weinstraße, dans l'arrondissement de Trèves-Sarrebourg, en Rhénanie-Palatinat, dans l'ouest de l'Allemagne.